# Soculahora

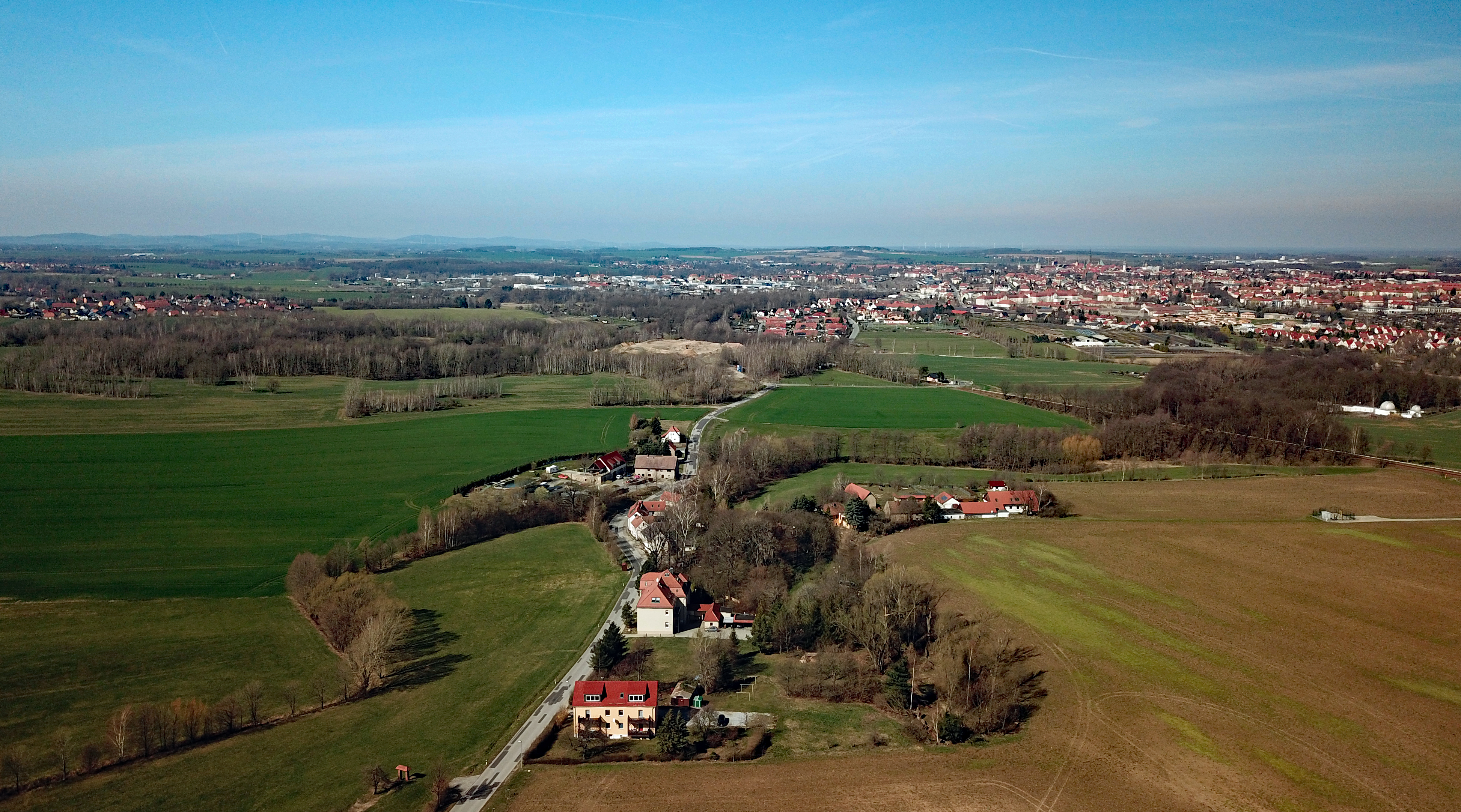
Luftbild

Soculahora, sorbisch Sokolcaⓘ, ist eine Ortschaft mit 50 Einwohnern in der Gemeinde Kubschütz im Landkreis Bautzen. Sie zählt zur sächsischen Oberlausitz und zum sorbischen Siedlungsgebiet.

## Geographie
Der Ort befindet sich vier Kilometer südöstlich von Bautzen und vier Kilometer südwestlich von Kubschütz in der Talmulde des Binnewitzer Wassers. Nachbarorte sind Bautzen und Auritz im Norden, Rabitz im Nordosten, Daranitz und Rieschen im Osten, Jeßnitz im Südosten, Grubditz im Süden, Oberkaina im Westen und Strehla im Nordwesten.

## Geschichte

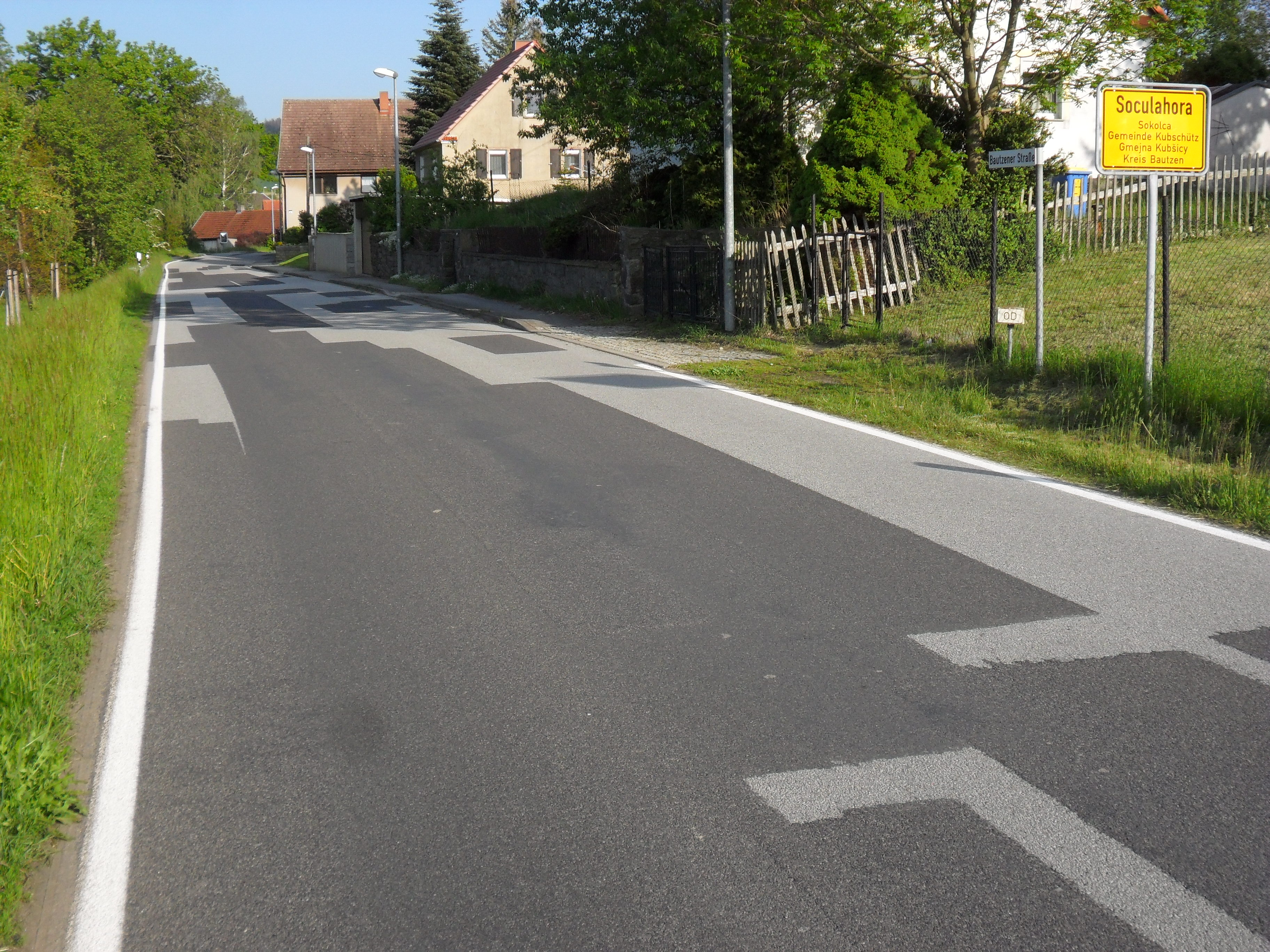
Soculahora (Sokolca) – mit der Zufahrt aus Richtung Bautzen

Die erste urkundliche Erwähnung stammt aus dem Bautzener Dingbuch von 1366, in dem Heinczillus de Valkinberg genannt wurde. Das Dorf gehörte zum Bautzener Domkapitel. 1574 wurde der Ort als Soklo Horcka und 1576 als Socolo Horkaw bezeichnet.
Das Dorf bestand aus dem Freigut Falkenberg, um das sich mehrere Häusler angesiedelt hatten. Das Binnewitzer Wasser wurde zum Antrieb einer Mühle genutzt, die jedoch nicht lange bestand. Daneben gab es in Soculahora noch eine Dorfschmiede.
Um 1800 entstand im Ort eine Winkelschule. Ausschlaggebend für die Wahl von Soculahora als Schulort war der Umstand, dass das Dorf zentral gelegen war. Den Unterricht besuchten auch die Kinder aus den umliegenden Dörfern Binnewitz, Grubditz, Mehltheuer, Rieschen, Daranitz, Rabitz und Auritz. 1851 wurde ein neues Schulhaus eingeweiht, das einen zweiklassigen Unterricht ermöglichte. Zu Beginn des 20. Jahrhunderts erwies sich das Haus erneut als zu klein und wurde 1908 durch einen Neubau ersetzt. 1847 entstand die Bahnstrecke Dresden–Görlitz, die nördlich an Soculahora vorbeiführt.
Während der Zeit des Nationalsozialismus wurde der Ortsname germanisiert und ab 1937 hieß der Ort Falkenberg. 1949 wurde diese Umbenennung wieder rückgängig gemacht und der Name des Dorfes wurde Sokulahora. Soculahora war nie eigenständig und gehörte bis 1973 zur Gemeinde Grubditz. Mit dieser zusammen erfolgte die Eingemeindung nach Jenkwitz. Inzwischen ist die amtliche Schreibweise wieder Soculahora und zusammen mit Jenkwitz wurde das Dorf zum 1. Januar 1994 ein Teil der Gemeinde Kubschütz.

## Bevölkerung
Für seine Statistik über die sorbische Bevölkerung in der Oberlausitz ermittelte Arnošt Muka in den 1880er Jahren eine Bevölkerungszahl von 89 Einwohnern, davon waren 80 Einwohner Sorben (90 %) und neun Deutsche.

## Persönlichkeiten
- Michael August Krahl (Michał Awgust Kral; 1836–1905) war Lehrer und Heimatforscher und daneben Obstzüchter. Seine Schriften erschienen vor allem in der Zeitschrift Łužica. Von Krahl stammt auch ein sorbisches Buch über Obstgärten. Er widmete sich auch der Bienenzucht und hielt Seidenraupen.

## Sehenswürdigkeiten
Unmittelbar nördlich der Eisenbahntrasse liegt der Naturpark Bautzen mit der Schulsternwarte „Johannes Franz“.